# Software de trazabilidad
El Software de trazabilidad es aquel capaz de registrar la traza de los productos a lo largo de la cadena de suministro interna o externa, empaquetarlos en un formato legible y prepararlos para poder ser gestionados por el propio software o como respuesta a una solicitud de servicio.
El desarrollo de soluciones para el control de la trazabilidad ha venido desarrollándose parejo a:
1. Los esfuerzos de las administraciones para controlar la calidad del producto que llega al usuario final para crear las legislaciones pertinentes.
2. Las necesidades empresariales para obtener información en tiempo real con el fin de fidelizar a los clientes
3. Al desarrollo tecnológico en plataformas informáticas y tecnología para la identificación de productos y obtener la información en la medida de sus movimientos

GS1 ha elaborado, como resultado de requerimientos de diferentes grupos internacionales, una serie de guías y recomendaciones sobre la aplicación de los estándares Globales EAN.UCC en las tareas de trazabilidad global para diferentes sectores de la industria.
En los últimos años se han ido creando múltiples normativas y legislaciones sobre trazabilidad por organismos en la Unión Europea, la Agencia Española de Seguridad Alimentaria y Nutrición, dependiente del Ministerio de Sanidad, o la FDA en Estados Unidos entre otros. 
Para un software de trazabilidad, la dificultad radica en que no existe un patrón de empaquetamiento e intercambio de datos entre ninguno de ellos, por lo que las exigencias de dichas normativas son diferentes entre sí, lo que provoca que la fabricación de un producto deba cumplir normativas diferentes dependiendo del país al que vaya destinado.

## Datos a registrar
Para hablar de los datos que tiene que registrar un software de trazabilidad con el fin de conocer la traza del un producto, nos fijaremos en la capacidad de reconstruir la historia. Por ello deberemos conocer en tiempo real los datos de:
- Materias primas, con sus lotes correspondientes, códigos, fechas y características.
- Condiciones de fabricación, turnos, operarios y máquinas.
- Condiciones de almacenaje, especialmente en cadenas de frío y otros.
- Embalajes utilizados que están en contacto con el producto.
- Transportistas, distribuidores y centros de distribución.
- Fechas de realización de cada traza.

Todos estos datos y algún otro que sea imprescindible para un sector en concreto, se deberán asociar al lote de fabricación o manipulación del producto con su codificación correspondiente. El software para trazabilidad deberá de ser capaz de relacionarlos y prepararlos para su explotación.
A pesar de que no existe una normativa general emitida por la administración para formar los empaquetamientos de las informaciones registradas, los softwares actuales permiten establecer capas de información en varios niveles, lo que facilita la toma de datos para su registro.
Lo que sí que existe es un sistema de transmisión de la información entre empresas u organismos que son:
- Métodos electrónicos, como el Intercambio electrónico de datos.
- Códigos de barras como el GS1-128.
- RFID o chip electrónico utilizando el Código EPC.

## Arquitectura del software

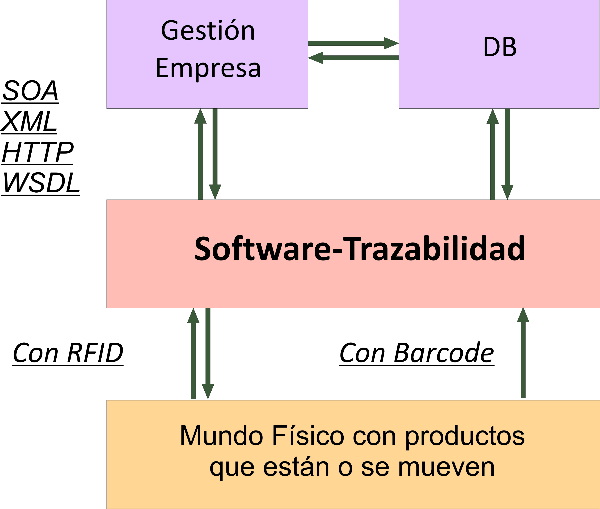
Capas de un software para trazabilidad

Un software de trazabilidad puede tener la arquitectura que muestra el esquema de la derecha. Es un esquema simple que muestra como se une el mundo en movimiento con los sistemas de gestión empresariales.
Un modo antiguo y desfasado de funcionar es a base de sistemas propietarios de encapsulamiento de la información, cuando hoy en día tenemos sistemas para el intercambio de información basados en peticiones de servicios como SOAP, XML, HTTP y WSDL que nos han simplificado las comunicaciones entre diferentes plataformas para poder tener un sistema central de gestión y almacenamiento de la información. Por ello, la capa principal y más importante del software de trazabilidad ha de ser el cómo captar los datos y transmitirlos al sistema de gestión, en lugar de mantener bases de datos replicadas sin tener diponibilidad en línea de la información, tal y como se hacía antiguamente.
En el software de trazabilidad moderno, la gestión de los códigos, proveedores y otro tipo de informaciones está siendo delegada al sistema de gestión central, que se comunica con el software de trazabilidad a través del lenguaje SOA, con un fichero plano que tiene una estructura estandarizada globalmente por W3C.
Entre la capa del mundo de los productos y el software de trazabilidad, tenemos un sistema toma de datos que se podrá llevar a término con RFID o códigos de barras, dependiendo si necesitamos que la información vaya en un sentido o en ambos sentidos y si el nivel de automatización que deseemos para la captura de datos en movimiento.